# Sputnik 7
El Sputnik 7 fue el primer intento soviético de lanzar una sonda de exploración a Venus. 
La sonda, de 6483 kg de peso, fue puesta en órbita terrestre el 4 de febrero de 1961, a bordo de un lanzador Mólniya 8K78. La misión estaba compuesta por una plataforma orbital y una sonda similar a las primeras Venera. La cuarta etapa de un cohete Molniya tenía que sacar a la sonda de la órbita terrestre, enviándola en dirección a Venus, pero falló el sistema de ignición.
| Predecesor: Sputnik 6 | Programa Sputnik 1960 | Sucesor: Venera 1 |